# A portici néma
A portici néma Daniel Auber francia zeneszerző 1828. február 29-én bemutatott operája. A darab a francia grand opéra kezdeteit jelentette.

## A darab témája és szövegkönyve
A librettót Eugène Scribe és Germain Delavigne készítette, egy valóban megtörtént esemény alapján. 1647-ben a nápolyi nép Tommaso Aniello és a környék halászai vezetésével felkelt Arcos hercege ellen. a felkelés közvetlen kiváltó oka, a már amúgy is elviselhetetlenül nagy adóterhek újabb felemelése volt. A felkelés kezdetben sikeres volt, de aztán a vezetőjét megmérgezték. Aniello a méreg hatására megörült, ekkor már nem volt nehéz meggyilkoltatni a város vezetésének. A vezér halála után hamar leverték a nép megmozdulását.
A történetet Auber előtt már Reinhard Keiser is opera színpadra alkalmazta. 1705-ben Hamburgban mutatták be Masaniello furioso (Az őrjöngő Masaniello) című darabját. Scribe társszerzője Germain Delavigne volt, aki korábban hivatalnokként tevékenykedett, majd fivére hatására maga is az irodalmi pályára lépett, és Scribe legbuzgóbb munkatársa lett több más darab esetében is.

## Az opera zenéje és története
A darab a francia grand opéra kezdeteit jelentette. Auber merített az olasz népzene dallamvilágából, de az egyszerű dallamvilág ellenére is akadnak drámai népkórusok a műben. Az opera Spontini stílusával és a romantikus szabadító operával tart rokonságot. A kórusok mellett drámai erő szempontjából jól sikerült részlet Masaniello és Pietro bosszúduettje. Egyébként a forradalmi témájú műnek a hangvétele nem tud lépést tartani a jól felépített, tragikus cselekménnyel. Az egész darabra jellemző az indulóritmusok túltengése.
Az opera a maga idejében megdöbbentően nagy hatást tudott kiváltani. A közönség az 1830-as évek forrongó légkörében érzékenyen reagált a darabra. A premiert több tüntetés és tömegmegmozdulás kísérte. A brüsszeli bemutató pedig az egyik közvetlen kiváltó oka lett a Belgium függetlenségéhez vezető forradalmi felkelésnek. A darab hazai bemutatójára 1841 augusztus 14-én került sor. Az operaház utoljára 1886-ban újította fel. A mű a tizenkilencedik század óta nem szerepelt operaházunk műsorán.

## Az opera szereplői és színhelyei
| Szereplők                              | Hangfekvések |
| -------------------------------------- | ------------ |
| Alphonse, a nápolyi király fia         | tenor        |
| Elvire, spanyol hercegnő a jegyese     | szoprán      |
| Masaniello, nápolyi halász             | tenor        |
| Fenella, a húga                        | néma szerep  |
| Pietro, egy halász, Masaniello barátja | basszus      |
| Borella, halász                        | basszus      |
| Moreno, halász                         | basszus      |
| Lorenzo, Alfonso bizalmasa             | tenor        |
| Egy hölgy                              | alt          |

- Kórus: halászok, piaci árusok, udvari előkelőségek, katonák, nép
- Történik: Nápolyban és környékén 1647-ben
- Színhelyek: I. felvonás: a nápolyi alkirály palotájának kertje, II. felvonás: tengerpart Porticinél, III. felvonás: 1. kép, szoba a palotában, 2. kép, Nápoly egyik piactere, IV. felvonás: Masaniello kunyhója, V. felvonás: palota Nápolyban

## Az opera cselekménye

### I. felvonás
Alfonso és Elvira esküvőjét tartja, a vőlegény közben aggódik egykori szerelméért, Fenelláért, akit a hercegnő miatt hagyott el, és akit az apja börtönbe vetett. A néma lány azonban megszökik a fogságból. Sikerül elmenekülnie az őt üldözők elől, és egyenesen az esküvői menetre készülő Elviránál keres és kap menedéket. Majd Elvira férjében megdöbbenve ismeri fel egykori csábítóját.

### II. felvonás
A halászok visszatérnek északi útjukról. Pietro rossz hírt hoz vezetőjüknek, Masaniellónak: húga nyomtalanul eltűnt. A halász sejti, hogy a herceg keze van a dologban. Sértettségében harca szólítja fel az elnyomás alatt sínylődő népet. Már korábban is forrongó volt a közhangulat, így hát nem nehéz felszítania a lángot. Közben Fenella előkerül. Ekkor a nép egy emberként csatlakozik Masaniellóhoz.

### III. felvonás
1. kép: Alfonso bocsánatot kér Elvirától a történtekért. A hercegnő kifejezi óhaját, miszerint találkozni szeretne újból Fenellával.
2. kép: Az újabb adóemelés nagy felháborodást vált ki a nép körében. Selva csapata élén el akarja ragadni Fenellát. Ekkor a feldühödött tömegből kiváló Masaniello leszúrja a tisztet. Ezt a tömeg jelnek veszi: fegyvert ragadnak a halászok és kitört a felkelés.

### IV. felvonás
A felkelők elől menekülő királyi pár, Elvira és Alfonso Masaniello kunyhójában könyörög menedékért. A népvezér nem tudja, kik is állnak előtte, ezért rögtön menedéket ad a látogatóknak. Szavát akkor sem szegi meg, amikor a tömeg tudtára adja, kiket is fogadott be. Pietro számára érthetetlen Masaniello viselkedése. Vezetésével a nép elpártol egykori vezetőjétől. Mindeközben a városi tanács Masaniellót állította a város élére.

### V. felvonás
Pietro nem tudja megérteni Masaniello korábbi viselkedését, emellett féltékeny is lett halásztársa sikereire, ezért lassan ölő mérget ad neki. A méregtől Masaniello szép lassan megőrül. Közben Alfonso újjászervezte csapatait és Nápoly visszavívására készül. Állapota ellenére a nép Masaniello vezetésével akar szembeszállni az ellenséggel. A méregtől már haldokló vezér engedelmeskedik a kérésnek, és az utolsó pillanatban a csapatok élére áll. Aztán amikor a győzelem pillanatában közbeveti magát, hogy megmentse Elvira életét, saját emberei végeznek vele. Alfonso a vezér halála után könnyedén leveri a lázadókat. Fenella, mikor megtudja fivére halálát, egy szikláról a tengerbe ugrik.

## Az opera népszerű részletei
- A nyitány hangversenydarab lett.
- "Du pauvre seul ami fidèle"- Masaniello IV. felvonásbeli kavatinája

## Diszkográfia
- June Anderson (Elvire), Alfredo Kraus (Masaniello), John Aler (Alfonse) stb.; Jean Laforge Énekegyüttese, Monte-carlói Filharmonikus Zenekar, vez.: Thomas Fulton (1996) EMI France 5 75257 2